# Nikolái Lobánov
Nikolái Aleksándrovich Lobánov (en ruso: Николай Александрович Лобанов); fue un famoso ingeniero diseñador de paracaídas que nació en Rusia en 1909 y falleció en la antigua URSS en el año 1978).

## Biografía laboral
Se graduó en la Escuela Técnica Superior Bauman de Moscú en 1937 y en la Escuela de Artillería Dzerzhinski en 1939. Al comenzar la invasión alemana, fue destinado a la industria ligera hasta 1942. Entre 1942-46 fue diseñador jefe de la OKB (Oficina de diseño) destinada a la construcción de paracaídas de desembarco. Entre 1946-47 fue Jefe adjunto del Instituto de Investigación. Estuvo al frente del desarrollo de paracaídas para aviación y astronáutica. Diseñó la campana cuadrada de paracaídas. Trabajó de profesor en la Academia de Ingeniería de la Fuerza Aérea de Zhukovski entre 1949-55. Doctor en Ciencias Técnicas en 1968.

## Carrera paracaidística
Estuvo toda su carrera implicado en el desarrollo y mejora de los sistemas de paracaídas soviéticos, excepto un breve lapso de tiempo durante la fase de evacuación y reestructuración de la industria debido a la invasión alemana. Por sus méritos en el diseño, fabricación y mejora de los paracaídas en servicio fue galardonado con el grado de Maestro del Deporte de Paracaidismo en 1940. 
Terminada la Contienda se centró en el diseño de nuevos sistemas de paracaídas bajo las estrictas limitaciones que imponía la aeronáutica de esa fecha y la necesidad de garantizar la supervivencia de los futuros cosmonautas del incipiente Programa espacial de la Unión Soviética.
En reconocimiento a su trabajo, inventiva y excelente gestión de recursos, la Federación Aérea Internacional le concedió el Diploma Paul Tissandier.

## Premios
- Orden de Lenin, dos veces
- Orden de La Revolución de Octubre
- Orden de la Bandera Roja
- Orden de la Guerra Patria
- Orden de la Insignia de Honor
- Premio Stalin, dos veces, en 1941 y 1952
- Premio Lenin, en 1965
- Maestro del Deporte en Paracaidismo de la URSS en 1940
- Diploma Paul Tissandier de la Federación Aeronáutica Internacional
- Diversas medallas adicionales

## Legado y recuerdo

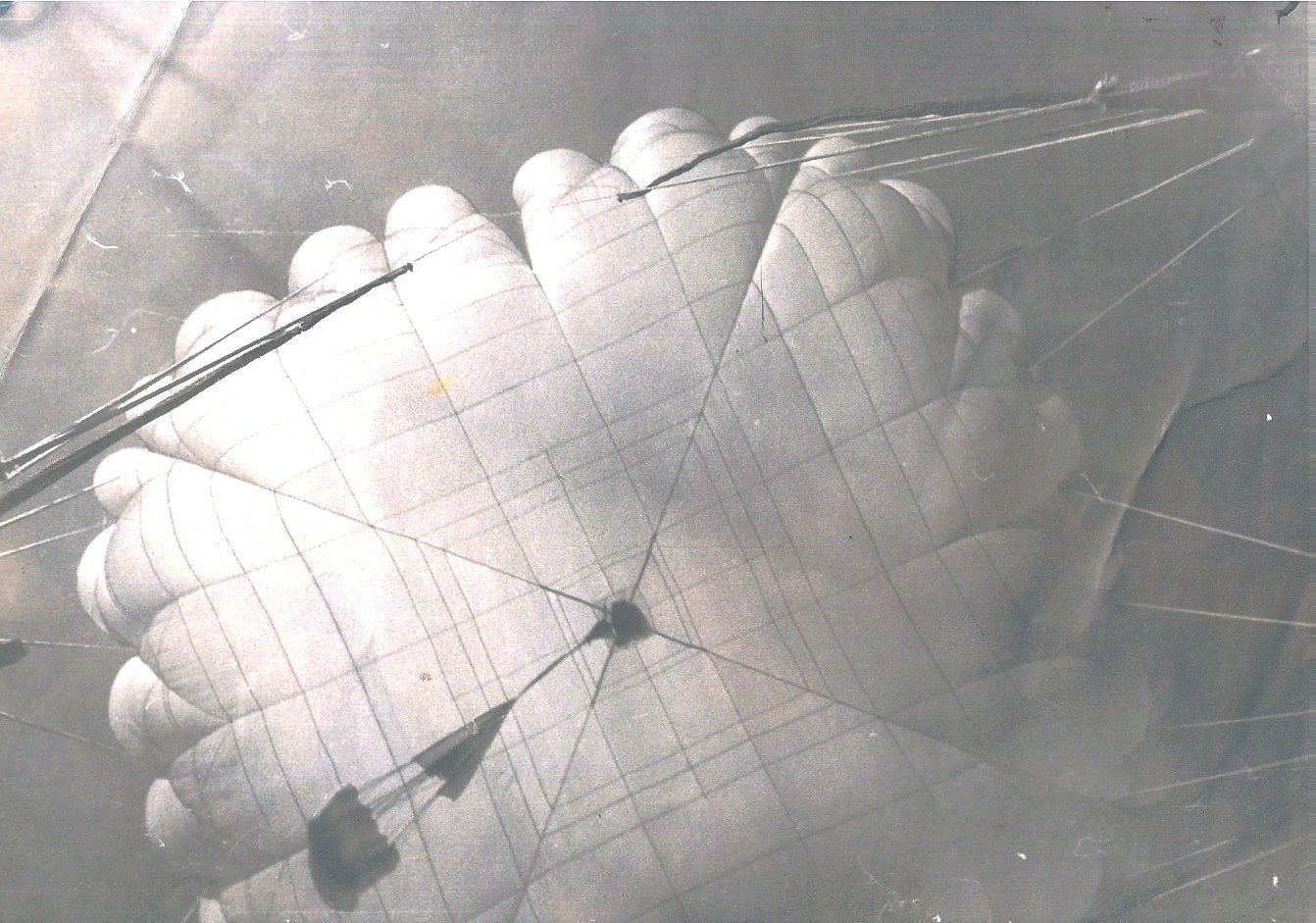
Fotografía donde se aprecia la forma cuadrada de una campana D-6-4 abierta

Es el inventor de la campana cuadrada de paracaídas. Su forma permitía un lanzamiento de los paracaidistas con una velocidad de apertura mayor, reducía la carga de apertura en el saltador y facilitaba enormemente la fabricación de la campana, comparada con los diseños de construcción occidentales, fabricados por paños, tanto en la modalidad de “construcción al hilo”, como la “construcción sesgada, o al biés”